# هال (منطقه)
هال (به آلمانی: Regierungsbezirk Halle) یک رگیرونگسبتسیرک در آلمان است که در زاکسن-آنهالت واقع شده‌است. هال ۸۷۶٬۱۳۲ نفر جمعیت دارد.